# Altona International
Die Altona International sind offene australische internationale Meisterschaften im Badminton. Austragungsort der Titelkämpfe ist Altona in Victoria. 2010 gehörte das Turnier zur Future Series der Badminton World Federation, wodurch bei diesem Turnier auch Punkte für die Weltrangliste und Preisgeld erspielt werden konnten. 2012 verlor es den Future-Series-Status an die Victoria International.

## Sieger
| Jahr      | Herreneinzel        | Dameneinzel       | Herrendoppel               | Damendoppel                   | Mixed                           |
| --------- | ------------------- | ----------------- | -------------------------- | ----------------------------- | ------------------------------- |
| 2002      | Geoffrey Bellingham | Lenny Permana     | John Gordon Daniel Shirley | Tammy Jenkins Rhona Robertson | Travis Denney Kate Wilson-Smith |
| 2003 2009 | nicht ausgetragen   | nicht ausgetragen | nicht ausgetragen          | nicht ausgetragen             | nicht ausgetragen               |
| 2010      | Yogendran Krishnan  | Huang Chia-chi    | Ross Smith Glenn Warfe     | Tang Hetian Renuga Veeran     | Raj Veeran Renuga Veeran        |
| 2011      | Yogendran Krishnan  | Karyn Velez       | Ross Smith Glenn Warfe     | Leanne Choo Renuga Veeran     | Glenn Warfe Leanne Choo         |
| 2012 2024 | nicht ausgetragen   | nicht ausgetragen | nicht ausgetragen          | nicht ausgetragen             | nicht ausgetragen               |